# دریبببل
دریبببل (dribbble) یک بستر تبلیغی و شبکه‌ای برای طراحان دیجیتال است. این وب‌سایت یکی از بزرگترین بسترهای شبکه‌ای برای طراحان است که بتوانند کارهای خود را به صورت آنلاین به اشتراک بگذارند. این شرکت کاملاً از راه دور و بدون دفتر مرکزی است.

## تاریخچه
در سال ۲۰۰۹، دن سدرهولم و ریچ تورنت نسخه بتای دریبببل را در قالب وب‌سایتی مخصوص طراحان، که کارهایشان را در آن به اشتراک بگذارند، راه انداختند. این وب‌سایت در ابتدا تنها برای اعضای خاص خود دردسترس بود. اولین تصویر در ۹ ژوئیه ۲۰۰۹ توسط سدرهولم بارگذاری شد. در مارچ ۲۰۱۰، دریبببل از طریق سیستم عضویت مبتنی بر دعوت‌نامه به صورت عمومی در دسترس قرار گرفت.

## جوایز
- Inc. 5000: بالاترین رشد در میان شرکت‌های خصوصی آمریکا (۲۰۱۸[۳] و ۲۰۱۹[۴])
- جایزه وبی: دیپلم افتخار برای بهترین وب‌سایت-انجمن (۲۰۱۹)[۵]
- سی‌اس‌اس دیزاین آوارد: جایزه بهترین طراحی رابط کاربری، بهترین طراحی تجربه کاربری، بهترین نوآوری (۲۰۱۸)[۶]
- Inc. 5000: بالاترین رشد در میان شرکت‌های خصوصی آمریکا (۲۰۱۸)[۴]